# 香取テレビ中継局
香取テレビ中継局（かとりテレビちゅうけいきょく）は、鳥取県西伯郡大山町に置かれているテレビ中継局である。

## 概要
- 当テレビ中継局は、西伯郡大山町豊房字尾原に置かれ、同町香取地区や清水原地区などへ電波を発射している。

## 中継局概要

### 地上デジタルテレビ放送
| ID | 放送局名                      | 物理 チャンネル | 空中線 電力 | ERP   | 放送対象地域   | 放送区域 内世帯数 |
| -- | ----------------------------- | --------------- | ----------- | ----- | -------------- | ----------------- |
| 1  | NKT 日本海 テレビジョン放送   | 42              | 100mW       | 470mW | 鳥取県・島根県 | 約30世帯          |
| 2  | NHK 鳥取教育                  | 37              | 100mW       | 450mW | 全国           | 約30世帯          |
| 3  | NHK 鳥取総合                  | 39              | 100mW       | 440mW | 鳥取県         | 約30世帯          |
| 6  | BSS 山陰放送                  | 46              | 100mW       | 490mW | 島根県・鳥取県 | 約30世帯          |
| 8  | TSK 山陰中央 テレビジョン放送 | 44              | 100mW       | 510mW | 島根県・鳥取県 | 約30世帯          |

- 2008年7月30日に予備免許交付、8月4日から試験放送開始、9月1日の開局。
- なお、NHK鳥取放送局は、地上アナログテレビ放送の中継局を置いていないため、デジタル新局として開局した。

### 地上アナログテレビ放送
| チャンネル | 放送局名                      | 空中線電力        | ERP                 | 放送対象地域   | 放送区域 内世帯数 |
| ---------- | ----------------------------- | ----------------- | ------------------- | -------------- | ----------------- |
| 48         | TSK 山陰中央 テレビジョン放送 | 映像1W/ 音声250mW | 映像6.6W/ 音声1.65W | 鳥取県・島根県 | 不明              |
| 54         | NKT 日本海 テレビジョン放送   | 映像1W/ 音声250mW | 映像6.6W/ 音声1.65W | 鳥取県・島根県 | 不明              |
| 56         | BSS 山陰放送                  | 映像1W/ 音声250mW | 映像6.6W/ 音声1.65W | 鳥取県・島根県 | 不明              |

- NHK鳥取放送局は、中継局を置いておらず、周辺地域の中継局などを受信している。
- なお、正式な中継局名は、3局全てで香取テレビジョン放送局である。
- 2011年7月24日で廃局となった。